# Comarca da Barcala
A Barcala is een comarca van de Spaanse provincie A Coruña. De hoofdstad is Negreira, de oppervlakte 213,5 km² en het heeft 11.385 inwoners (2005).

## Gemeenten
A Baña en Negreira.